# Andrea Niccolai
Andrea Niccolai, (nacido el 09 de noviembre de 1968 en Pistoia, Italia) es un exjugador italiano de baloncesto. Con 1.96 de estatura, jugaba en la posición de escolta. 

## Trayectoria
- Montecatini S.C. (1984-1990)
- Virtus Roma (1990-1994)
- Libertas Forlì (1994-1996)
- Pallacanestro Treviso (1996-1998)
- Montecatini S.C. (1998-2000)
- Virtus Roma (2000-2001)
- Pallacanestro Biella (2001-2002)
- Olimpia Milano (2002-2003)
- FuturVirtus (2003-2004)
- Scafati Basket (2004-2005)
- Fabriano Basket (2005)
- RB Montecatini (2005-2010)